# Benjamin Szőllős
Benjamin Szőllős (hebräisch בנג'מין שילס; * 17. Oktober 1996 in Budapest) ist ein ungarisch-israelischer Skirennläufer. Der mehrfache Weltmeisterschaftsteilnehmer startet in allen Disziplinen. Seine Geschwister Barnabás und Noa sind ebenfalls Skirennläufer. 

## Biografie
Benjamin Szőllős kam in Budapest zur Welt und wanderte im Alter von sieben Jahren nach Österreich aus, um sich dem Skisport widmen zu können. Vater Peter (* 1968) war in den 1990er-Jahren als Skirennläufer aktiv und hatte Israel bei den Weltmeisterschaften 1993 in Morioka repräsentiert.

### Jugend und Europacup
Szőllős absolvierte im Alter von 15 Jahren in Sankt Lambrecht seine ersten FIS-Rennen. In den folgenden Jahren bestritt er eine Mischung aus FIS-Rennen, nationalen Meisterschaften und verschiedenen Juniorenrennen. Mitte Februar 2013 nahm er am Europäischen Olympischen Jugendfestival in Poiana Brașov teil und belegte die Ränge 25 und 48 in Slalom und Riesenslalom. Bei seinen ersten Juniorenweltmeisterschaften in Jasná kam er über die Plätze 46 im Slalom und 90 im Super-G nicht hinaus. Ein Jahr später musste er sich in Hafjell mit Rang 60 im Riesenslalom begnügen. Seine mit Abstand beste Platzierung bei Juniorenweltmeisterschaften gelang ihm im Rahmen seiner dritten Teilnahme 2016 in Sotschi, wo er Slalomrang 31 belegte. Im Februar 2017 gab Szőllős in Zakopane sein Europacup-Debüt. Sein bisher bestes Resultat erreichte er ein Jahr danach mit Rang 83 im Super-G im Sarntal.
Wegen Problemen mit dem ungarischen Skiverband – es drohte eine Sperre aufgrund einer nicht eingereichten ärztlichen Bescheinigung – entschieden sich die Szőllős-Geschwister 2017 für einen Nationenwechsel und treten seither für Israel an.

### Großereignisse
Im Februar 2013 nahm Benjamin Szőllős, ohne zuvor ein Weltcup-Rennen bestritten zu haben, an den Weltmeisterschaften in Schladming teil und war mit gerade einmal 16 Jahren einer der jüngsten Teilnehmer. Bei seinem einzigen Start im Riesenslalom klassierte er sich auf Rang 78. Zwei Jahre später erreichte er bei den Weltmeisterschaften in Vail/Beaver Creek Platz 47 im Slalom. Bei den Weltmeisterschaften 2019 in Åre verbesserte er sich im Riesenslalom auf Rang 44. Im Rahmen der Weltmeisterschaften von Cortina d’Ampezzo startete er 2021 erstmals in allen fünf Einzeldisziplinen. Sein bestes Ergebnis gelang ihm mit Platz 21 in der Kombination, fast 13 Sekunden hinter dem Sieger Marco Schwarz. Im Januar und Februar 2022 gewann er vier FIS-Slaloms in Folge.

## Erfolge

### Weltmeisterschaften
- Schladming 2013: 78. Riesenslalom
- Vail/Beaver Creek 2015: 47. Slalom
- Åre 2019: 44. Riesenslalom
- Cortina d’Ampezzo 2021: 21. Kombination, 34. Abfahrt, 34. Super-G
- Courchevel 2023: 19. Kombination, 45. Super-G

### Juniorenweltmeisterschaften
- Jasná 2014: 46. Slalom, 90. Super-G
- Hafjell 2015: 60. Riesenslalom
- Sotschi 2016: 31. Slalom

### Universiade
- Krasnoyarsk 2019: 18. Slalom, 20. Kombination, 26. Super-G, 28. Riesenslalom

### Weitere Erfolge
- 9 Siege in FIS-Rennen